# Lungauer Eachtling
Lungauer Eachtling (Ächtleng, Eachtleng oder Eachtling) ist eine Herkunftsbezeichnung für die im Bezirk Tamsweg im Salzburger Land angebauten Kartoffeln. Der Lungau ist als geografische Region deckungsgleich mit dem Bezirk Tamsweg.
Der Ausdruck kommt aus dem Dialekt und bezieht sich auf den Namen Erdäpfel. Das spezielle an der Frucht soll sein, dass sie besonders hohe Qualität aufweise und deshalb in der Kulinarik recht große Beliebtheit zeige.